# Tønder Sygehus
Tønder Sygehus er et dansk sygehus beliggende i Tønder. Det blev bygget af Tønder Amt, og indviet i 1898. Det er i dag en del af Sygehus Sønderjylland. 
1. december 2009 lukkede den medicinske sengeafdeling, og sygehuset har ikke siden haft overnattende patienter.